# 오티콘

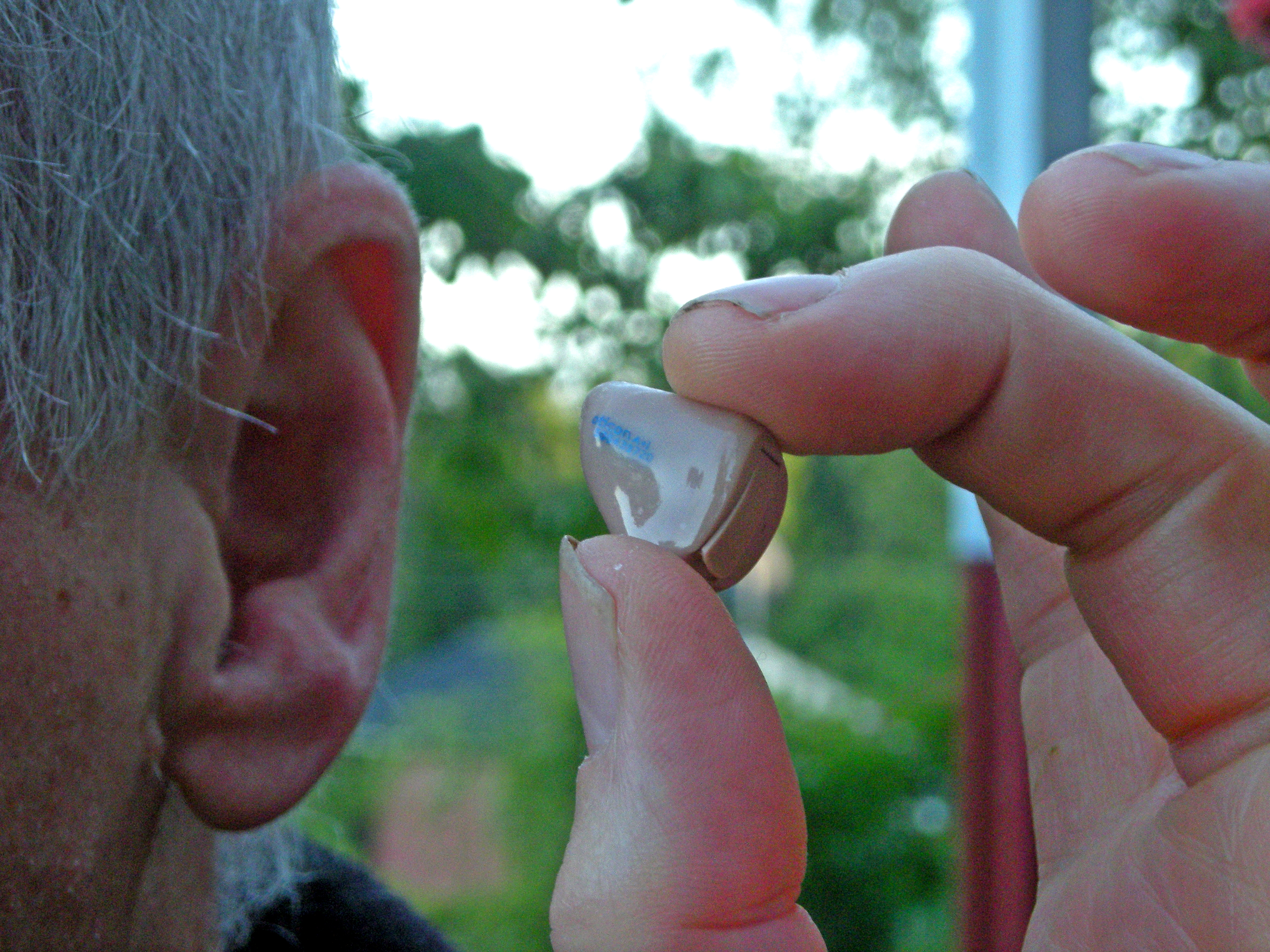

오티콘은 덴마크에 본사가 있는 보청기를 생산하는 다국적 기업이다. William Demant Holding Group 의 일부로 알려져 있다. 1904년 Hans Demant에 의해 창립되었으며, 창업주의 아내가 청각장애인이었던 것으로 알려져 있다.

## 대한민국 출시 제품
- More
- OPN S
- OPN
- Intiga
- Agil
- Acto
- Ino
- Dual
- Safari
- Chili
- Hit
- SUMO DM
- Swift